# In Dreams
"In Dreams" és una cançó composta i interpretada pel cantant Roy Orbison. Es tracta d'una balada sobre un amor perdut, i es va publicar com a senzill el febrer de 1963. Va convertir-se en la cançó principal de l'àlbum del mateix nom, que es va publicar el juliol del mateix any. La cançó té una estructura original en set moviments musicals i s'estén al llarg de dues octaves, una tessitura que pocs cantants de rock aconsegueixen.
La cançó va arribar al número 7 del Billboard Hot 100, i va estar en llistes durant cinc mesos al Regne Unit mentre Orbison estava de gira conjunta amb els Beatles. Va tornar a sonar el 1987 quan Orbison va publicar una antologia regravada dels seus grans èxits. L'any abans, David Lynch havia utilitzat la cançó de forma provocadora en la seva pel·lícula neo-noir Blue Velvet, ajudant a revifar la carrera d'Orbison. El tema de la cançó és freqüent en moltes composicions de Roy Orbison, i per aquest motiu, diferents recopilacions de la seva música comparteixen el títol de la cançó. Rolling Stone va classificar "In Dreams" al número 319 de la seva llista de les 500 millors cançons de tots els temps.

## Context
El 1956, Roy Orbison treballava per Sun Records, que havia portat a la fama llegendes del rockabilly com Elvis Presley i Carl Perkins. Les primeres cançons d'Orbison reflectien aquest estil, com "Ooby Dooby", "Go! Go! Go!", i una cançó que va escriure per als Everly Brothers sobre la seva futura esposa, "Claudette". Orbison va obtenir un cert èxit a Sun Records, però se sentia desaprofitat perquè li feien cantar estàndards del rock de dotze compassos amb molt so de guitarra i bateria.
El 1960, quan va passar a Monument Records, l'estil d'Orbison va canviar al que seria el seu durant la resta de la seva vida. Amb "Only the Lonely", coescrita amb Joe Melson i gravada per Bill Porter, les cançons d'Orbison es van convertir en balades introspectives i planyívoles, i utilitzaven completament la seva prodigiosa tessitura vocal de tres octaves, amb un acompanyament més orquestral. Un tema musical recurrent en moltes de les cançons d'Orbison és un clímax en una història que es representa per una confessió crua i vulnerable emocionalment, cantada amb un "estranyament alt falset" segons l'autor Peter Lehman.
Orbison era un intèrpret poc comú; quan molts concerts de rock and roll s'acompanyaven amb interpretacions frenètiques a l'escenari, Orbison amb prou feines es movia. La seva veu era el que captava l'atenció dels assistents. k.d. lang, que va cantar "Crying" amb ell en un duet, va escriure després: "No era com l'Elvis: no era com si tinguessis els malucs encesos i res d'això. És com si el Roy fos un lloc privat on poder-hi anar — un recer o un refugi." El fundador de Monument Records, Fred Foster en va dir, "Feia servir unes melodies tan intricades i boniques. Va portar una mena d'estil barroc, clàssic a la música pop."

## Composició
Orbison va explicar més endavant que "In Dreams" li havia arribat mentre dormia, com moltes altres cançons seves. Sovint sentia música mentre dormia amb la ràdio engegada. Per aquesta cançó, però, estava mig despert quan la va imaginar, i va pensar, "Noi, aquesta és bona. Aquesta l'he d'acabar. Llàstima que les coses no es fan en els meus somnis". Quan es va despertar l'endemà, va escriure la composició sencera en 20 minuts.
Com moltes cançons d'Orbison, "In Dreams" rebutja l'estructura estrofa-tornada-estrofa-pont-tornada de la majoria de cançons del rock and roll. En comptes de fer això, reflecteix el procés d'adormir-se i quedar immers en una fantasia elusiva. Comença com una cançó de bressol amb uns acords suaus de guitarra acústica, i Orbison que presenta a l'oient "un pallasso de color de caramel que anomenen l'home de sorra", mig parlat i mig cantat amb l'estil Sprechgesang comú en òperes i altres representacions de teatre musical. L'"home de sorra" el fa adormir, i comença a cantar com somia en la seva amant. La percussió agafa el ritme per seguir la lletra d'Orbison més endins del subconscient, i s'hi afegeix un piano mentre la lletra explica com Orbison passa el temps amb ella, acompanyat per un cor de fons. Les cordes orquestrals fan un contrapunt a la seva melodia que té l'efecte de representar una altra veu cantant.
Amb un rang de vuit a cinc notes, la veu d'Orbison puja mentre es desperta i troba que la seva amant se n'ha anat. La cançó s'entrebanca; la música s'atura i és substituïda per una percussió en staccato mentre plora quan recorda que l'ha deixat. El clímax és un potent crescendo mentre plora "Llàstima que totes aquestes coses / Només poden passar en els meus somnis", i la resolució segueix la seva veu des del falset fins a la nota final, una octava per sota mentre canta "Només en somnis / en bonics somnis", mentre tots els instruments i cantants s'aturen abruptament al mateix temps que ell. La cançó no repeteix cap secció. En dos minuts i quaranta-vuit segons, passa per set moviments amb melodies i progressions d'acords diferents. Les dues primeres seccions tenen setze compassos cadascuna; la resta només vuit. En comparació amb la forma estàndard de cançons pop en AABA — on A representa una estrofa estàndard, i B representa una variació, que normalment s'anomena pont — "In Dreams", amb cada variació, es pot representar com a Intro-A-B-C-D-E-F.

## Recepció i llegat
La narració turmentada de l'èxit de 1963 [d'Orbison] "In Dreams" oscil·la de forma inquietant entre la melangia d'un amor adolescent i una obsessió morbosa d'adult... Escoltar la seva veu inconfusible i planyívola com canta "No puc evitar-ho! no puc evitar-ho!" significava reconèixer la possibilitat real que tu tampoc no poguessis. Uns ecos de música ranxera ofereixen un contrapunt agredolç a la manyaga introducció, travessant les estrofes doloroses fins un final que sembla s'evapori.
"In Dreams" es va gravar a l'RCA Studio B de Nashville el 4 de gener de 1963, i es va publicar poc després. "In Dreams" va arribar al número 7 del Billboard Hot 100 i va estar 13 setmanes en llista als Estats Units. Cash Box la va descriure com "una obra encantadora, a l'estil de Joe Tanner amb cors i ritme de txa-txa-txa". Durant els cinc mesos que la cançó estava en llistes, Orbison va substituir el guitarrista Duane Eddy en una gira per Anglaterra. Era molt popular a Anglaterra, i compartia cartell amb els Beatles, que no coneixia de res. Els promotors anglesos - i els escocesos - no tenien clar el ganxo d'Orbison; no tenia un atractiu convencional, ni tenia una interpretació animada, i tenien por que l'audiència marxés abans d'hora. La gira va vendre totes les entrades en una tarda, però. La primera trobada d'Orbison amb John Lennon va ser una mica violenta perquè Orbison no entenia la quantitat de publicitat dedicada als Beatles quan se suposava que ell era l'atracció principal de l'espectacle. La beatlemania, no obstant, estava prenent cos i Orbison va acceptar que ell no era el plat fort, i va decidir de pujar ell primer a l'escenari. El dia de l'estrena, el públic va reaccionar amb intensitat a les balades d'Orbison, mentre acabava amb "In Dreams". Philip Norman, un biògraf dels Beatles, va escriure més endavant "Mentre Orbison actuava, amb el seu posat tràgic, els Beatles estaven al costat de l'escenari, preguntant-se com s'atrevirien a cantar després d'ell". Després d'exigir que Orbison toqués el doble d'estona que tenia adjudicat, el públic continuava demanant a crits el quinzè bis, que Lennon i McCartney van impedir agafant Orbison, no deixant-lo tornar a l'escenari.
El gener de 1986 es va tornar a gravar una recopilació de les cançons amb més èxit de Roy Orbison i es va publicar el 1987 amb el títol In Dreams: The Greatest Hits. Va coincidir amb l'estrena del thriller fosc i surrealista Blue Velvet, dirigit per David Lynch. Orbison va quedar atònit de la manera com Lynch utilitzava "In Dreams". A la pel·lícula, un psicòpata assassí i immoral anomenat Frank Booth (interpretat per Dennis Hopper) està obsessionat amb la cançó i exigeix que la hi posin una vegada i una altra, anomenant-la "Candy Colored Clown". En una escena, un personatge extravagant i efeminat interpretat per Dean Stockwell fa veure que la canta, i després Booth té un atac de fúria i estomaca el protagonista. Lynch va declarar més endavant, "és una canço bonica i va ser escrita pel Roy... Aquella lletra, aquell sentiment significaven alguna cosa per a ell. I resulta que una cançó en una determinada situació podia significar alguna altra cosa. I de la manera que Frank Booth utilitzava aquella cançó en dos llocs diferents, és una mica increïble. Però puc entendre perquè el Roy estava molest perquè per a ell significava una tercera cosa".
Orbison no va autoritzar l'ús de la cançó i ni tan sols sabia que s'utilitzaria, però al final va ser beneficiós per a la seva carrera, que a la dècada de 1970 s'havia estancat. La revista BAM va dir que la cançó era "l'epicentre emocional de la pel·lícula". El biògraf d'Orbison Ellis Amburn va dir que "In Dreams" és una cançó senzilla només en aparença i que a Blue Velvet s'utilitza per donar un efecte molt significatiu, perquè suggereix que somiar és preferible a estar despert, i el poder i el control són els temes reals de la cançó, en comptes de l'amor, l'enyorança i la pèrdua. La pel·lícula va fer de la cançó un favorit de culte, i després d'haver-la vist unes quantes vegades, Orbison va canviar d'opinió sobre l'ús que se n'havia fet. Després de la pel·lícula, Orbison encara va tornar a gravar "In Dreams" el 1987, i Jeff Ayeroff va fer venir David Lynch per ajudar Orbison. Leslie Libman va dirigir un nou vídeo musical per a la nova gravació. En el vídeo musical de 1987 hi apareixen escenes de la pel·lícula barrejades amb filmacions de la imatge d'Orbison projectada sobre un teixit de fil que es mou amb el vent.
Una nit que no podia dormir, mentre escoltava contínuament la banda sonora de Blue Velvet, Bono, d'U2 es va obsessionar en "In Dreams". Al final es va adormir, i quan es va despertar tenia una altra cançó al cap, que al principi es pensava que era alguna altra cançó de l'Orbison. Aquesta cançó va ser "She's a Mystery to Me", una cançó escrita per Bono i The Edge, també d'U2, per a Orbison. Va sortir a l'últim àlbum d'Orbison, Mystery Girl, publicat el 1989. Al mateix àlbum, "In Dreams" va rebre una peça complementària, "In the Real World", escrita per Will Jennings i Richard Kerr. Moltes cançons d'Orbison parlen dels somnis o es presenten en un estil somiador. A més de l'àlbum de 1963 i la recopilació de regravacions d'èxits de 1987, un documental canadenc sobre la vida d'Orbison i el seu impacte en el rock and roll també parlava del tema que exemplifica la cançó; es titulava In Dreams: The Roy Orbison Story i va sortir el 1999.

### Llistes d'èxits
| Llista (1963)                    | Posició màxima |
| -------------------------------- | -------------- |
| Canada (CHUM Hit Parade)         | 7              |
| Irlanda (IRMA)                   | 1              |
| UK Singles Chart                 | 6              |
| US Billboard Hot 100             | 7              |
| US Billboard Hot R&B Singles     | 19             |
| US Billboard Middle-Road Singles | 3              |